# Sörliden
Sörliden este o arie protejată (arie specială de conservare — SAC, sit de importanță comunitară — SCI) din Suedia întinsă pe o suprafață de 123,6 ha, integral pe uscat.

## Localizare
Centrul sitului Sörliden este situat la coordonatele 64°45′45″N 19°18′08″E / 64.7626°N 19.3022°E.

## Înființare
Situl Sörliden a fost declarat sit de importanță comunitară în ianuarie 1997 pentru a proteja 1 specie de animale. Situl a fost protejat și ca arie specială de conservare în martie 2011.

## Biodiversitate
Situată în ecoregiunea boreală, aria protejată conține 4 habitate naturale: Taiga vestică, Mlaștini turboase de tranziție și turbării mișcătoare, Turbării Aapa, Mlaștini împădurite.
La baza desemnării sitului se află o specie protejată de  mamifere: râs eurasiatic (Lynx lynx).